# 章合才
章合才（1830年—1891年），又名章俊义，字作堂，湘乡籍湘军将领。

## 生平
1830年（道光十年），章合才出生于湘乡大坪韶峰村（今湖南韶山），1856年（咸丰六年）投入湘军王錱部，先后在湖南、湖北等地与太平军作战，历任营务、记名总兵、花翎提督。同治陕甘回变中，章合才随左宗棠在西北攻打西捻军和陕甘回民军，亲手擒杀回民军首领马化龙等人。1876年（光绪二年），实授江西九江镇总兵。1882年（光绪八年），章合才调任江苏淮阳镇总兵，曾任江南武举乡试会考官。1883年，章合才由曾纪泽推荐，赴广东边关防守。1884年，章合才率所部四营戍守吴淞。1885年，章合才仍回江苏淮阳镇任所，病卒于镇署。